# Vẹt lùn

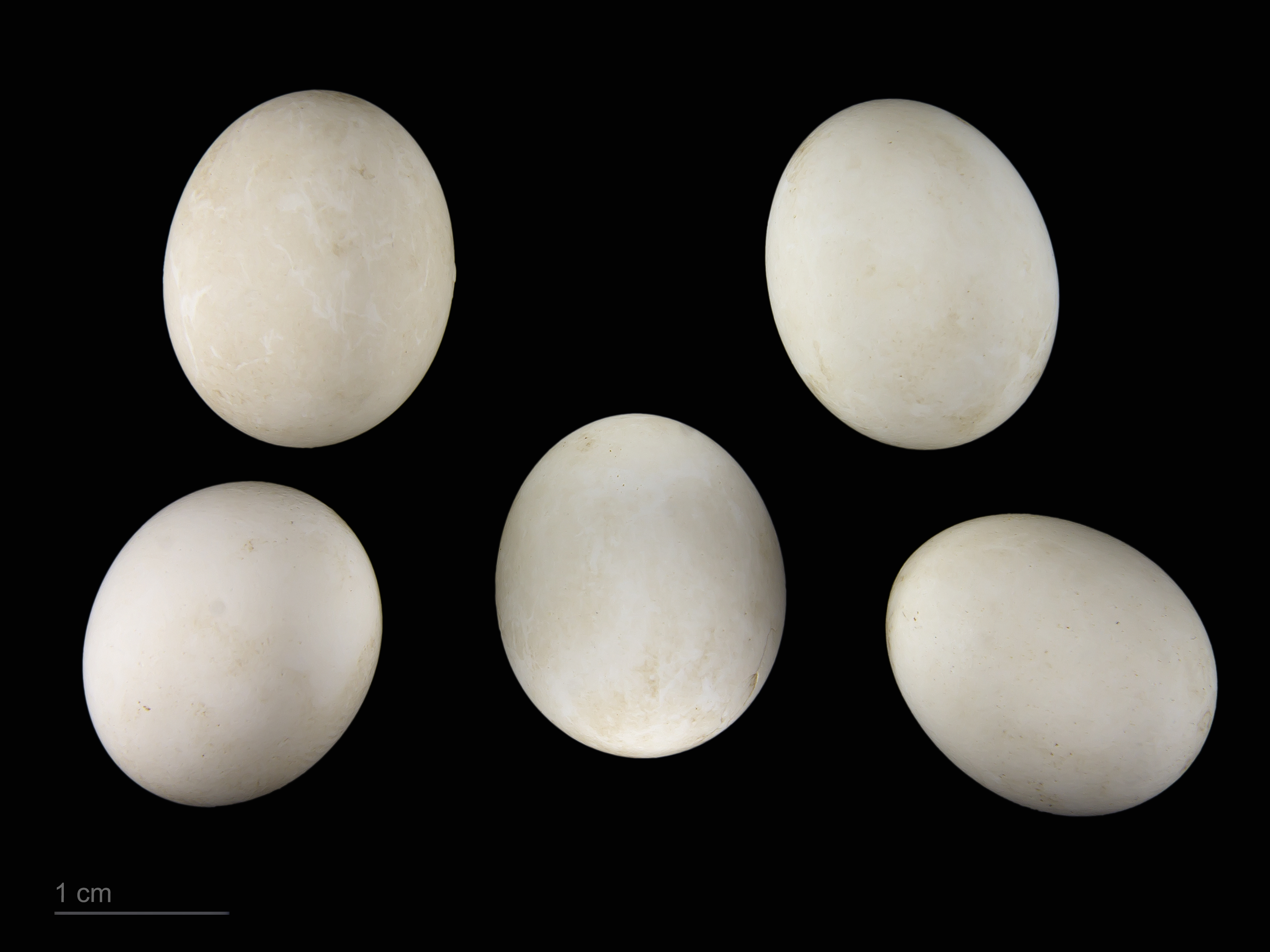
Loriculus vernalis

Loriculus vernalis là một loài chim trong họ Psittacidae.